# Bianya
Bianya (kinesiska: 扁牙乡, 扁牙) är en socken i Kina. Den ligger i den autonoma regionen Guangxi, i den södra delen av landet, omkring 360 kilometer nordväst om regionhuvudstaden Nanning.
Genomsnittlig årsnederbörd är 1 342 millimeter. Den regnigaste månaden är juni, med i genomsnitt 298 mm nederbörd, och den torraste är februari, med 16 mm nederbörd.